# Bìa cứng gợn sóng

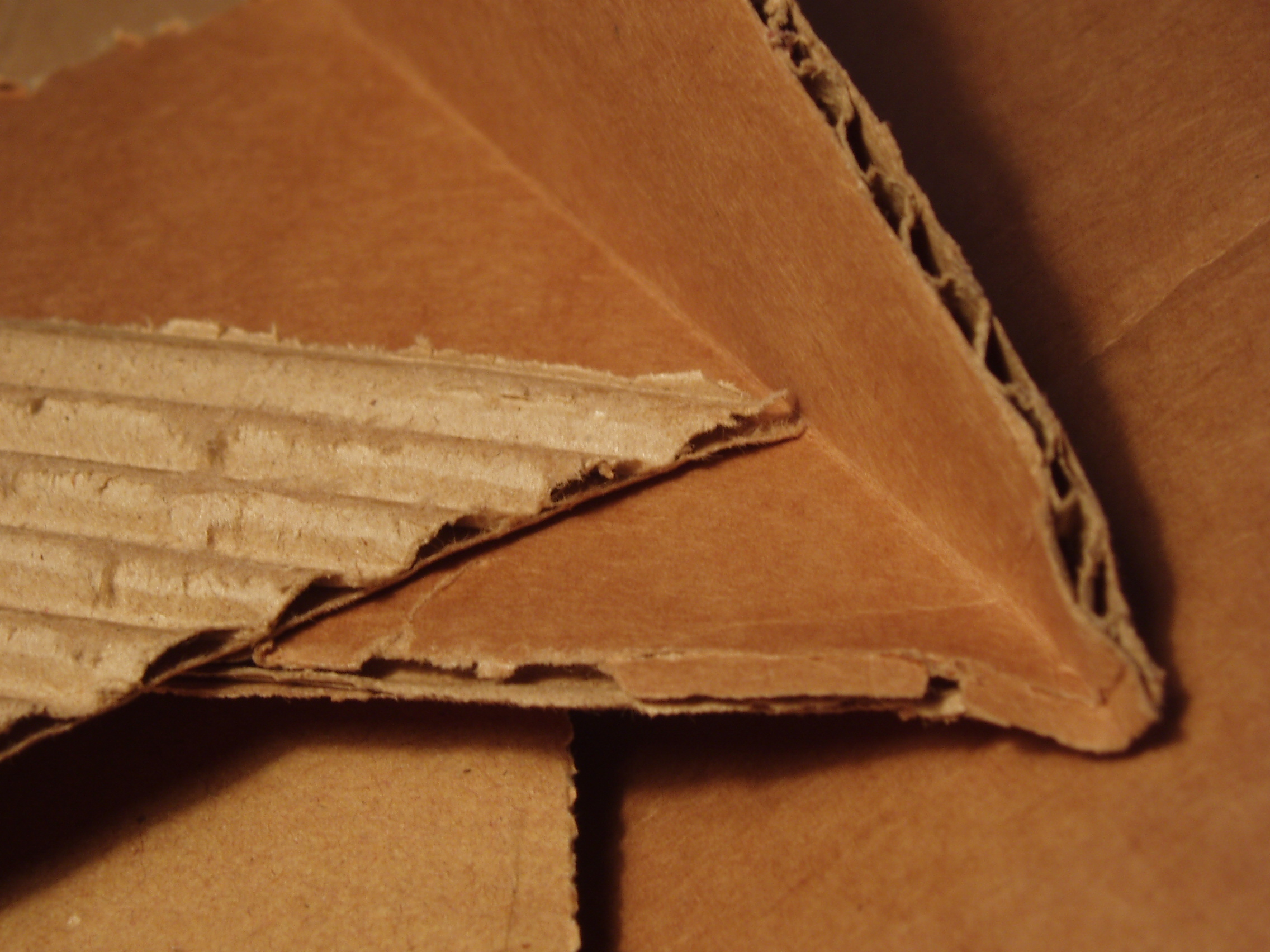
Hộp carton sóng dùng để làm vật liệu bọc gói với tính năng cứng cơ học và khả năng chịu tác động mạnh.

Bìa cứng gợn sóng là một vật liệu làm từ giấy carton gấp nếp theo gợn sóng và một hoặc hai tấm lót bằng phẳng. Nó được thực hiện trên "máy cán dạng sóng" hoặc "máy gấp nếp" và được sử dụng trong sản xuất thùng carton, hôp carton và các sản phẩm carton khác
Tấm sóng và tấm lót dạng sóng đều được làm bằng vật liệu kraft, vật liệu bìa thường dày hơn 0,01 inch (0,25 mm). Tấm fiberboard đôi khi được gọi là bìa carton, mặc dù carton có thể là bất kỳ tấm giấy dựa trên giấy khối lượng nặng nào.

## Phân loại
Hộp carton 3 lớp được cấu tạo bởi hai lớp giấy cứng bên ngoài và 1 lớp sóng ở giữa. Phổ biến là sóng A, B, C, E.
Hộp carton 5 lớp được cấu tạo bởi 3 lớp giấy cứng xen kẽ nhau bằng 2 lớp sóng. Thường là sự kết hợp của 2 sóng 3 lớp. Ví dụ BE, AE,...
Thùng carton 7 lớp được cấu tạo bởi 3 lớp sóng, 2 lớp bề mặt và 2 lớp lót xen giữa 3 lớp sóng.